# Стубла (Бойник)
Стубла (серб. Стубла) — населённый пункт в общине Бойник Ябланичского округа Сербии.

## Население
Согласно переписи населения 2002 года, в селе проживало 923 человека (802 серба, 117 цыган и 4 македонца).
| Численность населения | Численность населения | Численность населения | Численность населения | Численность населения | Численность населения | Численность населения | Численность населения |
| 1948                  | 1953                  | 1961                  | 1971                  | 1981                  | 1991                  | 2002                  | 2011                  |
| --------------------- | --------------------- | --------------------- | --------------------- | --------------------- | --------------------- | --------------------- | --------------------- |
| 1648                  | 1735                  | 1594                  | 1417                  | 1247                  | 1079                  | 923                   | 772                   |

## Религия
Согласно церковно-административному делению Сербской православной церкви, село относится к Горнебриянскому приходу Ябланичского архиерейского наместничества Нишской епархии.